# Internationale Niederösterreichische Meisterschaft 1971
Die Internationalen Niederösterreichischen Meisterschaften 1971 im Badminton fanden Mitte 1971 in St. Pölten statt. Da zu diesem Zeitpunkt die Austrian International nur im zweijährigen Rhythmus in den geraden Jahren stattfanden, waren die Internationalen Niederösterreichischen Meisterschaften 1971 das bedeutendste Badmintonturnier Österreichs des Jahres.

## Sieger und Platzierte
| Disziplin    | Gold                          | Silber                       | Bronze                      |
| ------------ | ----------------------------- | ---------------------------- | --------------------------- |
| Herreneinzel | Hermann Fröhlich              | Dieter Hofer                 | Alfred Hofer                |
| Herreneinzel | Hermann Fröhlich              | Dieter Hofer                 | Franz Beinvogl              |
| Dameneinzel  | Lučka Križman                 | Éva Cserni                   | Vita Bohinc                 |
| Dameneinzel  | Lučka Križman                 | Éva Cserni                   | Friederike Pum              |
| Herrendoppel | Hermann Fröhlich Reinhold Pum | Gregor Berden Slavko Županič | Franz Beinvogl Bichler      |
| Herrendoppel | Hermann Fröhlich Reinhold Pum | Gregor Berden Slavko Županič | Dieter Hofer Alfred Hofer   |
| Damendoppel  | Lučka Križman Breda Križman   | Éva Cserni Gertrúd Ladányi   | Inge Mönch Longbone         |
| Damendoppel  | Lučka Križman Breda Križman   | Éva Cserni Gertrúd Ladányi   | Böck Smola                  |
| Mixed        | Hermann Fröhlich Longbone     | Franz Beinvogl Inge Mönch    | Stane Koprivšek Vita Bohinc |
| Mixed        | Hermann Fröhlich Longbone     | Franz Beinvogl Inge Mönch    | Dieter Hofer Bauer          |